# Xericeps
Xericeps curvirostris
Genre
Espèce
Xericeps est un genre fossile de ptérosaures découvert au sud-est du Maroc dans les lits de Kem Kem datant du Crétacé (de la fin de l'étage stratigraphique Albien ou du début du  Cénomanien).
Une seule espèce est rattachée au genre : Xericeps curvirostris, décrite en 2018 par David M. Martill et ses collègues. 

## Dénomination
Le nom Xericeps vient du grec ancien : ξερός, xéros, qui signifie « sec », et fait référence au désert du Sahara où le ptérosaure a été trouvé ; et du latin : cep, capere, qui signifie « attraper » et renvoie au bec de l'animal en forme de pince. 
L'épithète de l'espèce du spécimen holotype - curvirostris - vient du latin curvus, qui signifie « courbé », et rostre, qui signifie museau. Cela est dû au bec sensiblement incurvé vers le haut du spécimen.

## Description
Xericeps est un ptérosaure édenté de taille moyenne, que l'on pense étroitement apparenté à Alanqa . L'expression « taille moyenne» est généralement utilisée pour décrire les ptérosaures d'une envergure de 3 à 8 mètres ; l'envergure de Xericeps était probablement de 3,5-4 mètres. Le crâne entier devait être d'une longueur d'environ 70 cm.    
Le spécimen d'holotype est une mâchoire inférieure antérieure partielle, probablement cassée là où les branches (rami) mandibulaires ont divergé. La mâchoire est tournée vers le haut, la surface occlusale étant courbée en vue latérale. Sur la surface dorsale de la symphyse mandibulaire se trouve une paire de crêtes, similaires à celles observées pour Alanqa et Argentinadraco.

## Découverte
Le spécimen d'holotype, répertorié FSAC-KK-10700, été découvert par des mineurs locaux à Aferdou N'Chaft, une petite mesa près du village oasis de Hassi el Begaa dans la province d'Errachidia au sud-est du Maroc, à la frontière algérienne. Il se compose uniquement de la mâchoire fragmentée du ptérosaure. Le spécimen a été acheté directement sur le site de la mine par le paléontologue britannique David M. Martill en janvier 2017, il est donc possible d'établir avec certitude sa localité précise et son horizon stratigraphique.  
Xericeps évoluait dans un milieu naturel subtropical chaud, une plaine avec des rivières, des deltas et des lacs, parmi des ptérosaures de genres différents. Les fossiles de ptérosaures conservés dans les lits de Kem Kem sont très divers : outre Xericeps curvirostris et Alanqa saharica, Apatorhamphus gyrostega (un éventuel chaoyanyoptéridé), un Tapejaridé sans nom, les Ornithocheiridés Siroccopteryx moroccensis et Coloborhynchus fluviferox (McPhee et al., 2020).
D. Martill et ses collègues pensent que Xericeps vivait au milieu de la période du Crétacé entre l'Albien et le Cénomanien, il y a 113,0 à 93,9 Ma (millions d'années).